# ギー
ギー（ヒンディー語: घी、英語: ghee）は、インドを中心とした南アジアで古くから作られ、食用に用いるバターオイルの一種。牛乳や水牛乳、無塩バターなどを煮詰め、水分や蛋白質を取り除いて作られる。主成分は乳脂肪である。別名で「澄ましバター」と呼ばれることもある。

## 作り方
牛や水牛、ヤギの乳を沸騰させて加熱殺菌し、凝固したものを撹拌してバター状にする。これをゆっくり加熱して溶かし、溶けた脂肪分が黄金色になり、沈殿した固形分が褐色になったら濾過して容器に移し、冷ます。加熱濾過の過程で水分、糖分、タンパク質などが除かれるため、バターよりも腐敗しにくくなり、平均気温の高い地域（熱帯・乾燥帯）において長期間、常温で保存することが可能になる。香り付けにスパイスが加えられることもある。
伝統的なアーユルヴェーダのギーのレシピは、生乳を沸騰させて、それを110°F（43°C）で約12時間煮詰め、水分と不純物をほぼ完全に取り除いた後、それを常温一晩寝かせて生産する。
バターに似ているが、加熱する過程でメイラード反応により独特の香ばしい香りが生まれる。調理油として炒め物や菓子作りに用いるほか、炊いた白飯に混ぜたり、焼きたてのチャパティやナーンに塗ったりして食べる。
代表的な料理として、ギーとすり潰したスパイスを米で炊き上げた「ギーライス」がある。またタンパク質を除いているため、焦がさずスパイスを炒められる特徴がある。

## 成分・栄養価

### 健康とギー
ギーはラットのLDLコレステロールを上昇させることなく血中脂質を増加させることが示されている。単純に総コレステロール値を下げるだけではなく、LDLを下げることが示されている。

## ギーの評判
ギーは2015年にアメリカの雑誌TIME誌で「続・最も健康的な食品50」に選出されている。消化がしやすいと感じる者もおり、ビタミンが豊富で、バターの代替品として調理に使えるとしている。
タイム誌は同記事において人参、トウモロコシ、ポップコーン、リンゴも選出している。

## 宗教
食用の他に、インドの宗教儀式にもギーは欠かせない。ヴェーダの宗教の儀式ではしばしばギーが神々に捧げられ（『ヤジュル・ヴェーダ』を参照）、ギーへの讃歌が存在する。ヒンドゥー教のアールティ (Aarti) の祭祀にもギーを燃やす。礼拝の際には神像をギーで沐浴させる他、結婚式や葬式にも用いられる。マハー・シヴァラートリーでのシヴァ神への祈祷を始めとするその他の祭祀には、聖なる物質である砂糖、乳、ヨーグルト、蜂蜜に加えギーが供物とされる。『マハーバーラタ』によれば、ビーシュマが犠牲として捧げたものの根本はギーであるという。

## 世界のギー

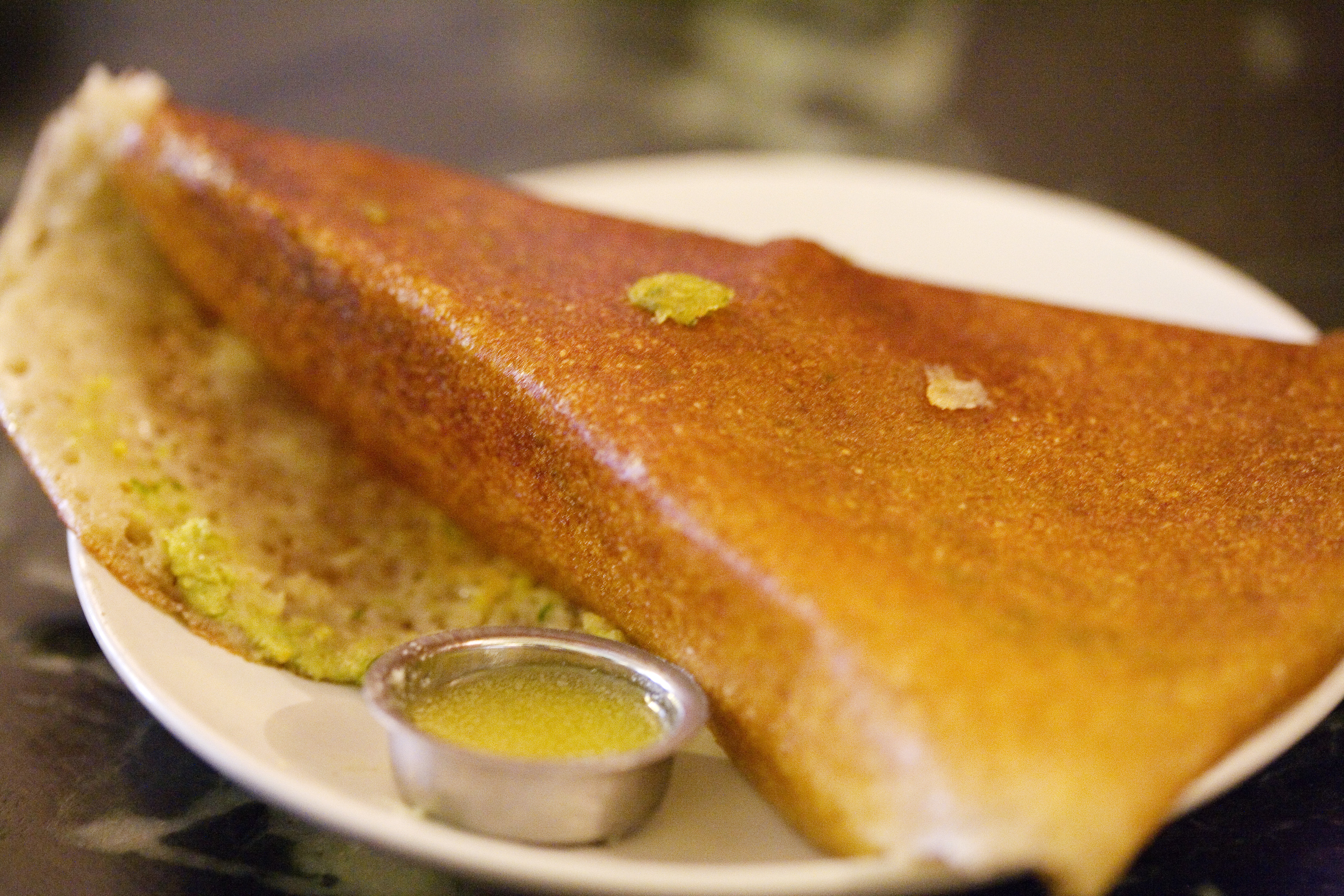
ドーサ（インドのクレープ）とギー

ギーは日本でも国産品があるほか、類似するバターオイルは世界中の広い地域で食用とされている。
よく似た食品にモロッコの「スメン」（سمن Smen）、歴史的シリアの「サムネ」（سمنة Samneh）またはサムナ、イラクの「ディヒン・フール」（Dihin Hur）、エチオピアの「ニテル・キベ」（ゲエズ語：niṭer ḳibē）、ソマリアの「スバーグ」（subaag）、ブラジル北東部の「マンテイガ＝ヂ＝ガハファ」（Manteiga-de-garrafa）またはマンテイガ＝ダ＝テハ（anteiga-da-terra）、モンゴル国の「シャル・トス」（「黄色の油」の意味）などがある。
バクラヴァなどバターを使った菓子類には、保存性の良さからバターオイルが好まれる。

## 言語表記
- ヒンディー語 - घी（ghī ギー）
- ベンガル語 - ঘী（ghī ギー）
- グジャラート語 - ઘી（ghī ギー）
- ウルドゥー語 - گھی（ghī ギー）
- モンゴル語 -шар тос （shar tos シャルトス）シャルトス* ネパール語・マイティリー語 - घ्यू（ghyū ギュー）
- パンジャーブ語 - ਘਿਉ（ghyo ギョ）
- ペルシア語 - روغن حیوانی（roghan-e heivani ローガネ・ヘイヴァーニー）
- カンナダ語 - ತುಪ್ಪ（tuppa トゥッパ）
- マラーティー語・コンカニ語 - तूप（tūp トゥープ）
- マラヤーラム語 - നെയ്യ്（ney ネイ）
- タミル語 - நெய்（ney ネイ）
- テルグ語 - నెయ్యి（neyyi ネイイ）
- オリヤー語 - ଘିଅ（gheeo ギーオ）
- ダリー語 - روغن زرد（roghan-e zard ローガネ・ザルド）